# 林俊全
林俊全（1958年—），台灣地理學家，現任教於國立臺灣大學地理環境資源學系，是地形學的專家。嘉義人，生於台北市。

## 學經歷
林俊全分別於1980和1986年獲得國立臺灣大學地理系學士、碩士，1991年獲得倫敦大學地理學系博士。獲得博士學位以後在國立臺灣大學地理環境資源學系任教至今，並且曾擔任該系系主任。

## 學術研究
林俊全的主要研究領域有地形、地形災害、地景保育、環境經理、環境影響評估、環境災害調查、國土監測、國土調查、國土利用。
林俊全除了研究以外，還致力於台灣的地景保育。

## 著作
- 《台灣空中地理大教室：100個你不可不知的關鍵地貌》，林俊全，貓頭鷹出版社，2011年4月日，ISBN 9789861206356
- 《台灣的十大地景》，林俊全，行政院農業委員會林務局，2014年2月1日，ISBN 9789860405088
- 《台灣地景1000》，林俊全、台灣地形研究室，遠足文化，2014年7月6日，ISBN 9789865787479

## 外部連結
- 林俊全在國立臺灣大學地理環境資訊學系網頁 （页面存档备份，存于）